# Репинка (Омская область)
Репинка — село в Калачинском районе Омской области России. Административный центр Репинского сельского поселения.

## История
Основана в 1898 году. В 1928 году посёлок Репиновский состоял из 96 хозяйств, основное население — украинцы. В административном отношении являлся центром Репиновского сельсовета Крестинского района Омского округа Сибирского края.

## Население
| 2002 | 2010 |
| ---- | ---- |
| 997  | ↘759 |